# أحمد سيبي
أحمد سيبي (2 مايو 1983 بكريفلد في ألمانيا - ) هو لاعب كرة قدم ألماني وتركي في مركز الهجوم. لعب مع دنيزلي سبور وشالكه 04 وفورتونا دوسلدورف ونادي بلدية آكهيسار سبور ونادي كارديمير كارابوك سبور ونادي أوردينغن 05.
يلعب منذ 2017 مع نادي سامسون سبور.

## وصلات خارجية
- أحمد سيبي على موقع الاتحاد الأوربي (الإنجليزية)
- أحمد سيبي على موقع اتحاد تركيا (لاعب) (الإنجليزية)
- أحمد سيبي على موقع قاعدة بيانات كرة القدم.إي يو (الإنجليزية)
- أحمد سيبي على موقع بيانات كرة القدم. دي إي (الألمانية)
- أحمد سيبي على موقع Soccerway.com (الإنجليزية)
- أحمد سيبي على موقع عالم كرة القدم.نت (الإنجليزية)